# Jerzy Nóżka
Jerzy Nóżka (ur. 25 marca 1953), wieloletni pracownik Urzędu Ochrony Państwa. Zastępca szefa UOP, od listopada 1997 do lutego 1998 p.o. szefa tej instytucji. Po odejściu z UOP został szefem biura bezpieczeństwa Telekomunikacji Polskiej SA. Od 2012 roku do maja 2013 był dyrektorem Departamentu Bezpieczeństwa Informacji i Ochrony w PGNiG.
Uczestnik prac Centrum Obywatelskich Inicjatyw Ustawodawczych Solidarności.

## Odznaczenia
- Odznaka Honorowa imienia gen. Stefana Roweckiego „Grota” – 2011